# Aristòcipros
Aristòcipros (Aristocyprus) fou rei de Soli a Xipre, fill de Filòcipros. Va morir en una batalla contra els perses el 498 aC.